# Napoleon Coste
Claude Antoine Jean Georges Napoléon Coste (Amondans, 27 de junho de 1805 – Paris, 17 de fevereiro de 1883) foi um compositor e violonista francês de música clássica.

## Biografia
Quem primeiro lhe ensinou o instrumento foi sua mãe. Na adolescência tornou-se professor do instrumento e apareceu em várias apresentações no Franche-Comté. Em 1829, aos 24 anos de idade, mudou-se para Paris, onde estudou com Fernando Sor e rapidamente se estabeleceu como um virtuoso violonista solo. No entanto, a procura por guitarristas estava em declínio e, apesar de seu brilhantismo desde a estabilidade financeira, ele não conseguiu encontrar um editor para suas composições.
Coste quebrou o braço em 1863, como resultado de um acidente, que levou sua carreira de músico a um fim prematuro. Ele contratou um assistente e continuou a ensinar violão e composição. Após a morte de Sor, Coste republicou o sistema de seu mestre como "completo Méthode pour la Guitare par Ferdinand Sor, rédigée augmentée et (redigitado e ampliado) Leçons de nombreux Exemplos et par N. Coste".
Coste era membro da maçonaria.
Napoléon Coste tinha um carinho especial pelo violão de sete cordas. Ele é conhecido como um dos primeiros compositores a transcrever peças do violão do século 17. Morreu aos 77 anos deixando um significante catálogo de composições originais.

## Catálogo

### Trabalhos publicados em Opus
- Op. 2 : Variations et Finale...sur un motif favori de la Famille Suisse de Weigl
- Op. 3 : 2 Quadrilles de Contredances
- Op. 4 : Fantasie...Composée sur un motif du « Balle d'Armide »
- Op. 5 : Souvenirs de Flandres
- Op. 6 : Fantaisie de Concert
- Op. 7 : 16 Valses Favorites de Johann Strauss
- Op. 9 : Divertissement sur « Lucia di Lammermoor »
- Op. 10 : Scherzo et Pastorale ("para dois violões")
- Op. 11 : Grand Caprice
- Op. 12 : Rondeau de Concert
- Op. 13 : Caprice sur … La Cachucha PDF
- Op. 14 : Deuxième Polonaise ("Segunda Polonaise")
- Op. 15 : Le Tournoi Fantaisie Chevaleresque
- Op. 16 : Fantaisie sur deux Motifs de la « Norma » ("Fantasia sobre tema da ópera Norma")
- Op. 17 : La Vallée d'Ornans
- Op. 18 : Les Bords du Rhin
- Op. 19 : Delfzil
- Op. 19b : La Romanesca
- Op. 20 : Le Zuyderzée
- Op. 21 : Les Cloches ("Os sinos")
- Op. 22 : Meulan
- Op. 23 : Les soirées d'Auteuil
- Op. 24 : Grand Solo
- Op. 27 : Le Passage des Alpes
- Op. 28b : Fantaisie Symphonique
- Op. 29 : La Chasse des Sylphes
- Op. 30 : Grande Serenade PDF
- Op. 31 : Le Départ, fantaisie dramatique ("The Departure, Dramatic Fantasy") PDF
- Op. 33 : Mazurka
- Op. 38 : 25 Etudes de genre PDF
- Op. 39 : Andante et Minuet PDF
- Op. 41 : Feuilles d'Automne
- Op. 42 : La Ronde de Mai
- Op. 43 : Marche Funèbre et Rondeau
- Op. 44 : Andante et Polonaise (Souvenirs du Jura)
- Op. 45 : Divagation
- Op. 46 : Valse Favorite PDF
- Op. 47 : La Source du Lyson
- Op. 48 : Quatre Marches
- Op. 49 : Six Préludes
- Op. 50 : Adagio et Divertissements PDF
- Op. 51 : Récréation du Guitariste Nr. 4; Nr. 6; Nr. 8
- Op. 52 : Le Livre d'or du Guitariste Nr. 2; Nr. 4; Nr. 5; Nr. 13; Nr. 30
- Op. 53 : Six Pieces Originales (Reverie, Rondeau, 2 Menuets, Scherzo, & Etude)

### Outros Trabalhos
- Woo : Meditation de nuit
- Woo : Andante et Allegro
- Woo : Divertissement
- Woo : Introduction et Variations sur un motif de Rossini
- Woo : Berceuse
- Woo : Kleines Tonstück
- Woo : Pastorale
- Woo : Valse en ré majeur
- Woo : Valse en la majeur
- Woo : Valse des Roses
- Woo : "Duetto"

### Instrumentos
- Fotos dos violões de Coste tirada por René Lacote (Museum Cité de la Musique in Paris)
- The Lacôte Heptacorde by Gregg Miner (www.harpguitars.net)
- Lacôte / Coste Heptacorde by Bernhard Kresse (www.harpguitars.net)
- Nine-string guitar, 1827 by René Lacôte (belonged to Eugène Peletin of Paris, a student of Napoleon Coste. It was part of Coste's collection.[2])
- The Lacôte-Coste guitar by Bruno Marlat (see page 6, ref)

### Partituras
- Napoléon Coste - Obra completa
- Rischel & Birket-Smith's Collection of guitar music 1 Det Kongelige Bibliotek, Denmark
- Boije Collection The Music Library of Sweden
- Obras de Napoleon Coste no International Music Score Library Project
- Free scores em Mutopia Project.